# Шартье, Гильом
Гильо́м Шартье́ (фр. Guillaume Chartier; около 1392, Байё — 1 мая 1472, Париж) — французский прелат, епископ Парижа (1447—1472).

## Биография
Был старшим братом знаменитого французского поэта и писателя Алена Шартье, а также королевского нотариуса Тома Шартье. Обучался в Парижском университете.
Получил звание профессора канонического права в университете Пуатье и стал советником парламента (суда) там же.
В 1435 году назначен послом короля Карла VII на конгресс в Аррасе и каноником собора Парижской Богоматери.
4 декабря 1447 года был избран епископом Парижским.
Гильом Шартье был одним из судей, уполномоченных в 1455 году папой Каликстом III пересмотреть процесс, в результате которого в 1431 году была приговорена к сожжению на костре героиня французского народа Жанна д'Арк.
Король Людовик XI не благоволил к нему, памятуя его образ действий во время «Лиги общественного блага», объединявшей врагов короля, когда Шартье хотел открыть ворота столицы участникам лиги (1465).
Тем не менее, он сохранил место епископа Парижа вплоть до своей смерти 1 мая 1472 года.

## Источник
- Шартье, Гильом // Энциклопедический словарь Брокгауза и Ефрона : в 86 т. (82 т. и 4 доп.). — СПб., 1890—1907.